# Курчинський Василь Палладійович
Васи́ль Палла́дійович Курчи́нський (* 1855, село Уяринці Ямпільського повіту Подільської губернії, нині Тиврівського району Вінницької області — † ?) — російський медик. Екстраординарний професор фізіології Київського університету.

## Біографічні відомості
1871 року закінчив Кам'янець-Подільську гімназію  та вступив до Санкт-Петербурзького технологічного інституту, далі до Санкт-Петербурзького університету, де 1878 року, закінчивши його, здобув ступінь кандидата природничих наук.
1882 року закінчив Медико-хірургічну академію та став там асистентом і ординатором професора Ейхвальда по клініці внутрішніх хвороб. Від 1885 року завідував Остерською земською лікарнею.
1890 року Курчинського обрали прозектором в університеті святого Володимира в Києві. Від 1892 року він читав фізіологію людини на фізико-математичному факультеті.

## Праці
- К терапии дифтерита и жаб // Врач. — 1888.
- Рафания в Остерском уезде в 1887 г. // Земский врач. — 1890.
- Способ отделения спорыньи от зернового хлеба // Земледелие. — 1892.
- Электрический термостат // Врач. — 1892.
- Zur Frage der queren Muskelerregbarkeit // Arch. f. Anatomie und Physiologie. — 1895.